# 異常心理学
異常心理学（いじょうしんりがく、英語：abnormal psychology）は、行動の異常を扱う科学である。心理学において主に行動異常を研究する学問であり、多数の相違した原因がそれぞれの行動異常を生起させる事を示している。
行動における異常の定義は必ずしも一定しておらず、いくつかの見解に分かれている。A・H・バスは、66年に (1) 不快、(2) 奇異、(3) 非能率、などにその特徴を求め、またB・マーティンは、80年に (1) 統計的偏り、(2) 望ましくない社会的偏り、(3) 主観的苦悩、(4) 心理的障害（対処不可能なこと）などをあげている。「統計的偏り」は一般に広く承認されているものであるが、「奇異」や「慣例からの逸脱」もほぼ同義のものと考えられる。このほかに社会的・文化的異常性といってもよい概念がある。さらに医学的概念としての異常性は精神神経学的に診断された障害の事であり、行動異常が法律上の規準から逸脱した行動、すなわち少年非行や犯罪などを意味する事もある。

## 研究の歴史
現代の科学的心理学は19世紀の中ごろに起こり、20世紀の前半にかけて、行動の科学としての心理学が確立した。

### 実験神経症
異常行動の古典的なモデルとしての実験神経症の研究は、1914年のイワン・パブロフの実験室での観察に始まる。以前に静かであった犬は台の上でほえ歩き回り、装置をかみ引き裂いた。
1926年以来アメリカで同様な研究を行ったH・S・リデルも、実験神経症の症状に伴う活動水準、頭部運動、呼吸、心拍、消化、排泄を詳細に観察し、症状形成の要因としてパブロフの興奮と静止のアイの葛藤条件のほかに、自発活動の拘束、警戒水準の存在などを重視している。

### 精神医学および神経学
19世紀の終わりから20世紀前半にかけて活躍したフランスの精神科医P・ジャネは精神障害を持つ人々を了解的な立場よりもむしろ客観的な行動主義の立場から観察している。ジャネはまた"人間活動の低次型についての実験心理学的試み"という副題のついた『心理的自動性』L'Automatisme psychologique(1889)という優れた著作を公にし、チックなどの常同行動型についての考察を行っている。
他方ゲシュタルト学派の一人として今世紀前半に活躍した神経生理学者K・ゴルトシュタインは1957年に、生体の機能の本質が環境との相互関係によるものであるとし、脳損傷者の行動や症状も環境への適応が不十分なところから生ずる未分化な機能の現れであるとみなしている。この様なゴルトシュタインの考え方は、ゲシュタルト心理学とともに、認知や思考の基礎心理学に重要な影響を与えてきた。J・ダラードらが1939年に行った研究によると、攻撃はフラストレーションによって引き起こされ、フラストレーションは必ず攻撃を起こし、攻撃行動はフラストレーションの1つのカタルシスとして生ずるとされる。
フラストレーションが退行を引き起こすという仮説は、R・G・バーカーらによって1943年に提唱され、フラストレーション事態では行動は発達的に未分化な段階へ後戻りするという仮説が出された。行動の変化を尺度上の変化として捕らえたのはレビン派の優れた点である。これを彼は異常固定と名づけた。しかし、この仮説も学習論的に回避反応説や部分強化仮説から見直すべきであるという主張も行われている。フロイトによれば不安は症状そのものではなく、不安を避けるために症状形成がなされる。彼によると不安は苦痛反応の条件付けられた形態であり、苦痛刺激が生体に与えられると多少とも激しい防御反応が生じ、これが本来中性的な刺激と連合する。

### コンフリクト
コンフリクトconflict（葛藤）とは元来精神分析の概念であったが、レビン派とエール学派がこれを自分たちの理論体系の中に移し変えた。有名なものとしてエディプスコンプレックスにおける葛藤がある。この葛藤が発展的に解消されて、幼児が両親と精神的に同一化できた時は、彼らに正常な大人となる道が開かれたことになる、とされる。ミラーは44年にコンフリクトに目標勾配の概念を適用し、行動論的体系を作り上げた。これらの仮説は完全に学習論・行動論的に明晰なものであるが、実験神経症をコンフリクト事態から発生するものとして考える立場をとるJ・H・マッサーマンやJ・ヲルピの研究もある。